# Polareczki Roland
Polareczki Roland (Lenti, 1990. május 20.), magyar labdarúgó, jelenleg a szlovén NK Prekmurec Dobrovnik játékosa.

## Külső hivatkozások
- HLSZ adatlap
- MLSZ adatlap
- adatlapja a transfermarkt.de oldalon